# O Tambor (filme)
Die Blechtrommel (no Brasil e em Portugal, O Tambor) é um filme de 1979, produzido pela Alemanha, França, Polônia e Iugoslávia. É um drama dirigido por Volker Schlöndorff, com roteiro adaptado do livro homônimo de Günter Grass.

## Sinopse
Nascido nos anos 20 cidade de Dantzig na Alemanha, Oskar Matzerath ganha um tambor aos três anos de idade. Inconformado com fato de sua mãe manter um caso com um primo, decide parar de crescer se atirando escada abaixo. A atitude de fato prejudica seu crescimento. Paralelamente, acontece a ascensão do nazismo no país e a disputa que se iniciará por Dantzig.

## Elenco
- Mario Adorf .... Alfred Matzerath
- Angela Winkler .... Agnes Matzerath
- David Bennent .... Oskar Matzerath
- Katharina Thalbach .... Maria Matzerath
- Daniel Olbrychski .... Jan Bronski
- Tina Engel .... Anna Koljaiczek (jovem)
- Berta Drews .... Anna Koljaiczek (adulta)
- Roland Teubner .... Joseph Koljaiczek
- Tadeusz Kunikowski .... Onkel Vinzenz
- Andréa Ferréol .... Lina Greff
- Heinz Bennent .... Greff
- Ilse Pagé .... Gretchen Scheffler
- Werner Rehm .... Scheffler
- Käte Jaenicke .... Mutter Truczinski
- Otto Sander .... Meyn
- Charles Aznavour .... Sigismund Markus
- Fritz Hakl .... Bebra
- Mariella Oliveri .... Roswitha

## Principais prêmios e indicações
Oscar 1980 (EUA)
- Venceu na categoria de melhor filme estrangeiro.

Festival de Cannes 1979 (França)
- Venceu na categoria de melhor filme.
- Indicado na categoria de melhor filme estrangeiro.

Prêmio Bodil 1980 (Dinamarca)
- Venceu na categoria de melhor filme europeu.

Academia Japonesa de Cinema 1982 (Japão)
- Venceu na categoria de melhor filme estrangeiro.